# 빈스 빌러프
빈스 빌러프(Vince Vieluf, 1970년 11월 10일 ~ )는 미국의 배우, 각본가이다.
졸리엣에서 태어났다.

## 출연 작품
- Hysteria (2010)
- 오더 오브 카오스 (2010년)
- 리틀 디즐 (2009년)
- 에픽 무비 (2007년)
- 파이어월 (2006년) - 핌 역
- 내 사랑 포르노 (2003년) - 톰 쿠프 쿠퍼만 역
- 그라인드 (2003년)
- 노 브레인 레이스 (2001년) - 블레인 코디 역
- 드로핑 아웃 (2000년)
- 에브리씽 풋 투게더 (2000년)
- 잠자는 숲속의 공주들 (1999년)
- 이노센스 (1997년)
- 파리의 늑대인간 (1997년) - 브래드 역

### 텔레비전
- ER (1998)
- 클레이 피전스 (1998, Clay Pigeons) - 바니 역
- 프렌즈 (2001)
- CSI: 과학수사대 (2003-09)
- CSI: 마이애미 (2007)